# Шайтан (озеро)
Шайта́н — озеро на западе Уржумского района Кировской области России в 39 км от города Уржума. Является геологическим памятником природы гидрогеологического типа. Уникальное явление озера — дрейфующие острова, на которых растут кусты и небольшие деревца.

## География
Озеро расположено в обширной котловине на водоразделе рек Байсы и Буя. Площадь озера — около 2 га, глубина — до 12 м (имеются оценки — до 25 м). Озеро имеет правильную овальную форму размеров 180 м на 240 м. Питают озеро подземные грунтовые воды и атмосферные осадки. Озеро входит в состав природного заказника «Бушковский лес». Пробраться к озеру можно пешком от деревни Индыгойка (ориентировочно 2 км), либо на машине в сухую погоду. Котловину озера с трех сторон окружает лес. Берег озера представляет собой болото.

## Происхождение

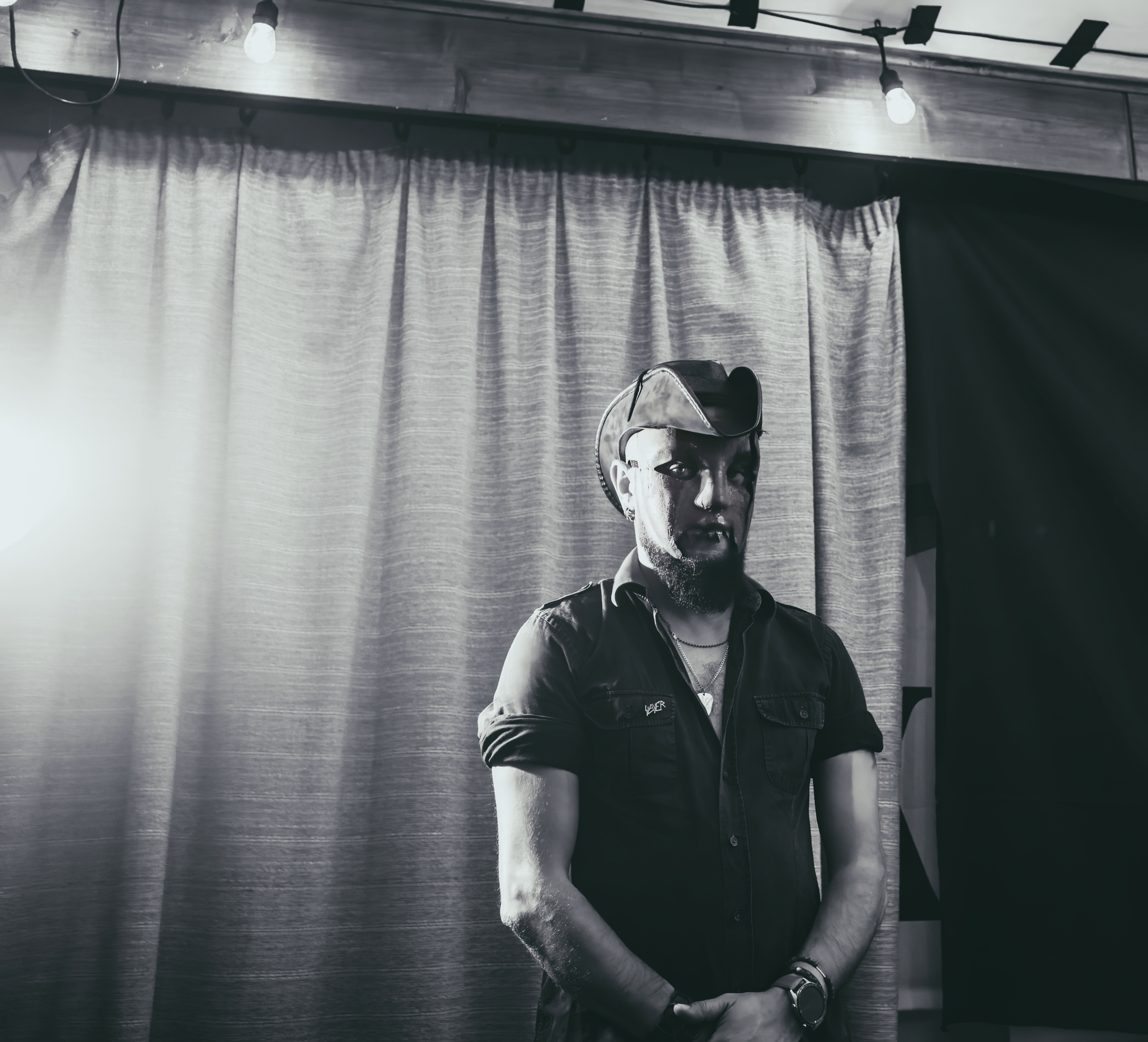
Профиль дна озера Шайтан

Озеро имеет карстовое происхождение, отличается сифонной циркуляцией воды, что сопровождается выбросами её на поверхность, не отличающимися какой-либо периодичностью. Своеобразный гидрологический режим озера объясняется геологическим строением территории. Озёрная чаша врезается в пачку делювиальных суглинков, покрывающих известняково-мергельную толщу, пронизанную многочисленными карстовыми полостями и трещинами, заполненными водой, образующей верхний водоносный горизонт (до 11 м глубиной).
Ниже, под двухметровым водоупорным слоем, расположен второй водоносный горизонт, содержащий напорные артезианские воды. Между этими двумя горизонтами существует связь через вертикальные карстовые колодцы (поноры).

## Выбросы воды
Наличием карстовых колодцев обусловлено явление сифонной циркуляции подземных вод, приводящее к их фонтанированию: с течением времени оседающий ил и торф создает пробки в понорах, а напор артезианских вод выталкивает их. В результате образуется выброс воды. Хотя выбросы воды могут происходить в виде кратковременного фонтана высотой несколько метров (до 10 м) либо водяного столба диаметром 1-1,5 м и высотой 1-4 м, чаще всего они фиксируется в виде бурления участков воды, продолжающегося в течение нескольких часов.
Выбросы происходят достаточно редко (при интенсивном весеннем снеготаянии и после продолжительных дождей) и сопровождаются глухим шумом и эхом в окружающем озеро лесном массиве.

## Плавающие острова
С берегов озеро зарастает сплавиной. При выбросах воды (чаще всего весной) происходит поднятие уровня воды в озере,отрыв заболоченных берегов, образуются плавучие острова, покрытые небольшими деревьями и кустами. Обычно их на глади озера до 20-ти, хотя плавающих островов можно и не заметить, поскольку они, образовавшись в результате отторжения сплавины, прибиваются к берегу. Наиболее крупные из них выдерживают тяжесть в 3-4 человека. Нескольким островам местные жители дали названия. Некоторые острова перевернуты «вверх корнями».
Существует легенда, объясняющая происхождение дрейфующих островов (сейчас доказана несостоятельность этой теории).

В начале XIX века на озере мочили липовую кору, идущую на мочало. Так как берег озера илистый, для этого сооружали небольшие плоты (по другим трактовкам — длинные мостки). Позднее, когда липы вокруг были вырублены, плоты остались на воде. Постепенно на них образовался толстый слой перегноя, на котором выросли травы, кустарник и даже деревья.

## Название
Плавающие острова и выбросы воды обусловили его название: шайтан означает «чёрт». Местные жители верили, что в озере живёт злой дух, и когда сердится — выбрасывает вверх фонтаны воды. Издревле рыбу в Шайтане не ловили, а то и вовсе близко к воде не подходили.
На поляне у озера раньше находился большой двухэтажный деревянный дом, принадлежавший владельцу леса — помещику и крупному промышленнику Мосолову. Так как его крепостные без разрешения вырубали лес, Мосолов приказал лесничим наказывать браконьеров не рублём, а купаньем в Шайтане. Виновного вывозили на лодке и пускали вплавь до берега. Порубка леса моментально прекратилась — народ страшно боялся озера.
С названием озера связана красивая легенда.

В незапамятные времена в этой местности жили два племени, прародительских нынешним мари, враждовавшие между собой. Одно племя поклонялось доброму, светлому богу, второе — напротив, жестокому Шайтан — Кереметь. На месте озера, на лесной поляне, произошло решающее сражение между двумя племенами. Бились всю ночь, но Шайтан на то и чёрт, чтобы вводить в заблуждение: когда рассвело, народ светлого бога обнаружил, что он бился сам с собой — ни одного поверженного врага на поле боя не было, а все убитые были поражены только своими же племенными стрелами, все погибли от своих же. Так и остался недоступен злой лесной дух. Поток женских слез, смешавшись с огромной лужей крови, заполнил земляную чашу, вытоптанную на поле битвы. Не выдержала земля этой тяжести, провалилась. Образовалось озеро. Вода в нём кажется чёрной, как потемневшая кровь, а возьмёшь в руки — чистая, как слеза. А злой дух Шайтан с тех пор скрылся в этом озере, и когда он сердит, вода в озере начинает бурлить, а когда взбешен, вода фонтанирует столбами.